# Bay (Somalia)
Bay (som. Baay, arab. الصومال) – jeden z osiemnastu regionów administracyjnych w Somalii, znajdujący się w południowej części kraju, którego stolicą jest miasto Baydhabo.

## Dystrykty
Region Bay podzielony jest na cztery dystrykty.
- Baydhaba
- Buur Hakaba
- Diinsoor
- Qasax Dheere